# Glaucidium
Glaucidium es un género de aves estrigiforme perteneciente a la familia Strigidae. El género incluye 30 especies de mochuelos o caburés distribuidas por América, Eurasia y África. En su mayoría son búhos de pequeño tamaño, nocturnos, que se alimentan principalmente de insectos grandes y otras presas pequeñas.

## Nombres comunes
Los nombres comunes utilizados son: «mochuelo» (España, recomendado por la Sociedad Española de Ornitología (SEO), caburé (América del Sur en general), y tecolote (México y algunos países centroamericanos).

## Especies

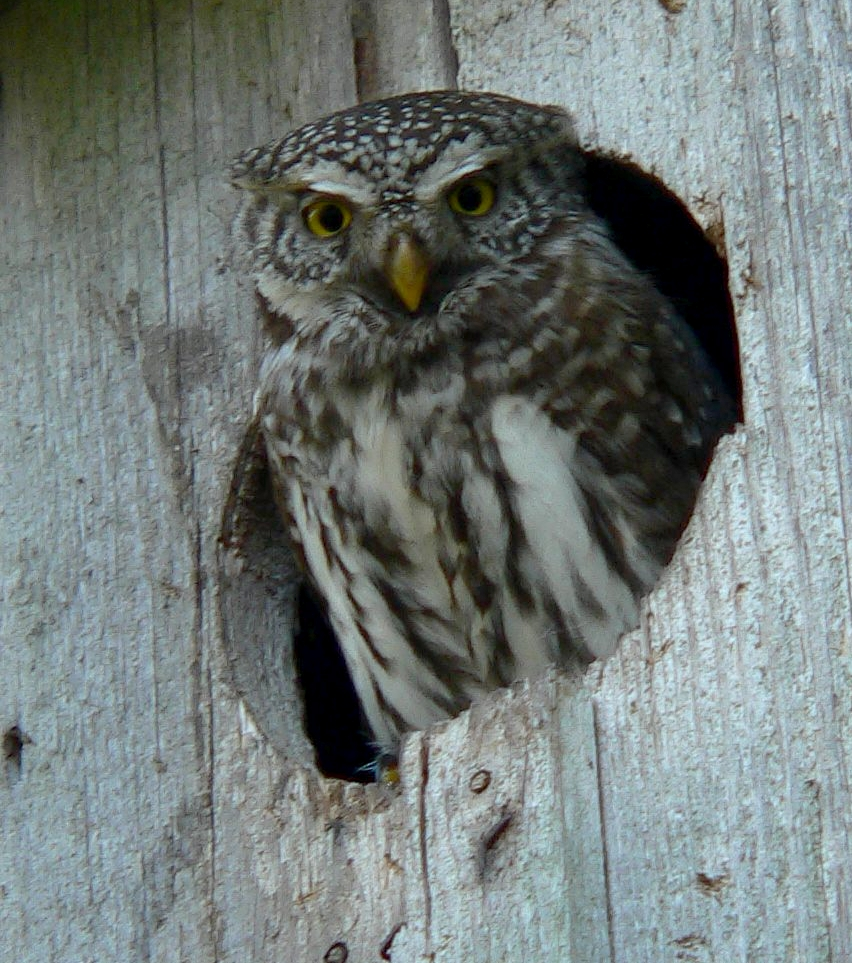
Glaucidium passerinum.

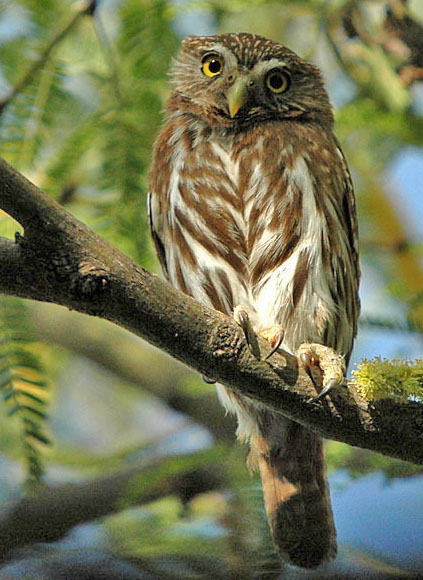
Glaucidium brasilianum.

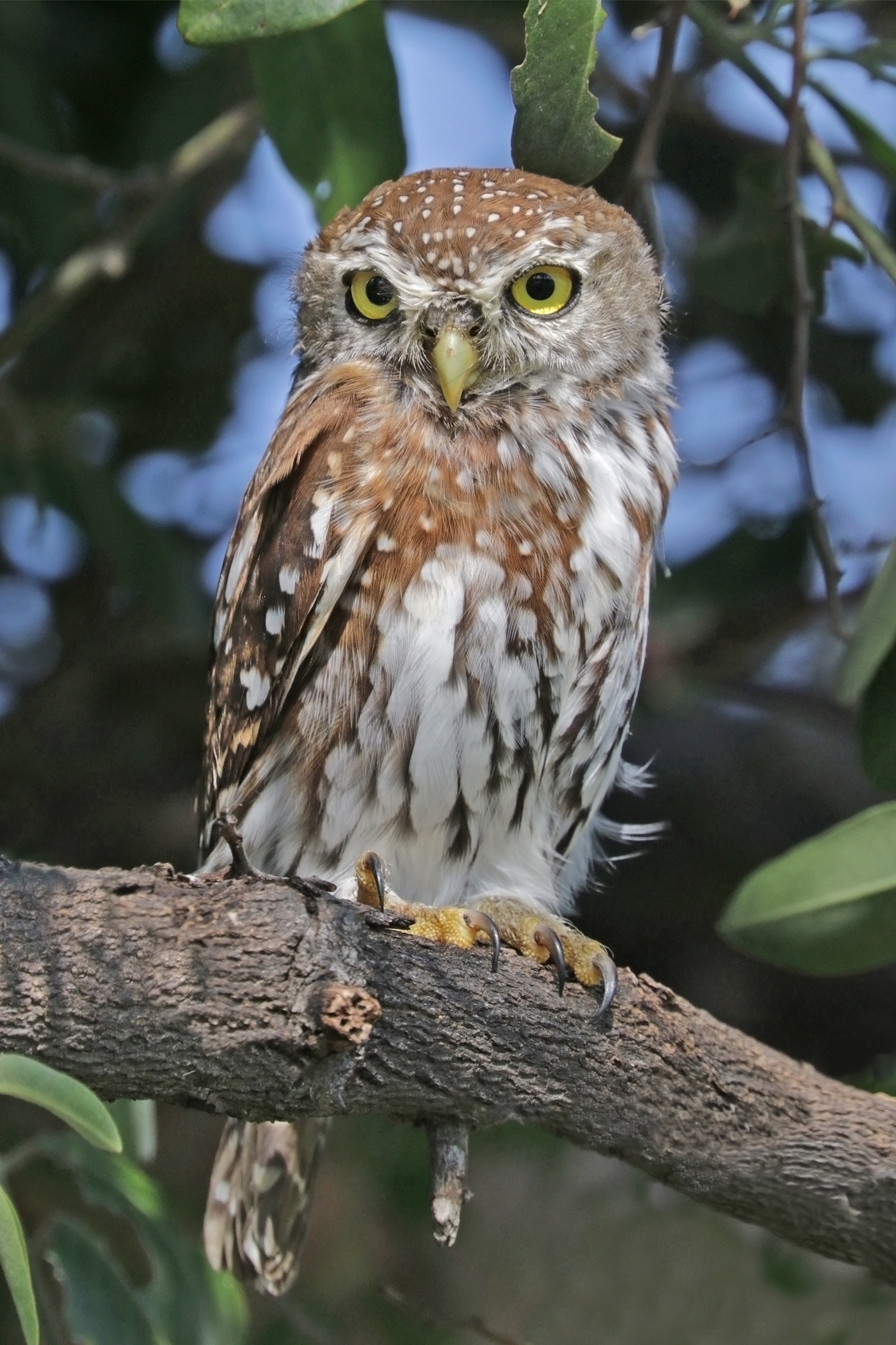
Glaucidium perlatum.

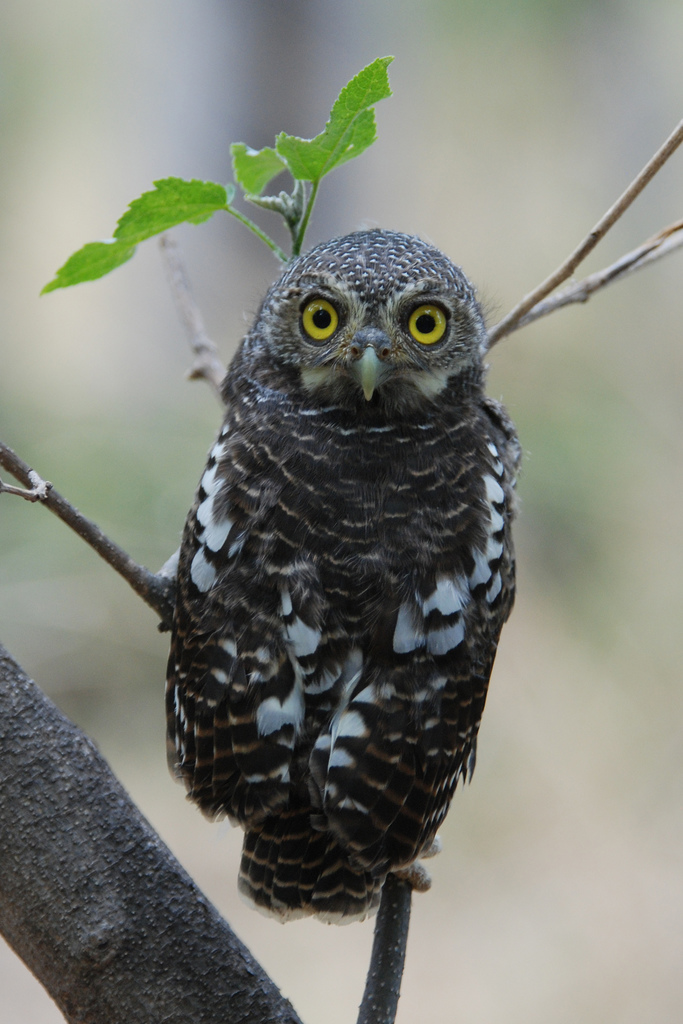
Glaucidium capense.

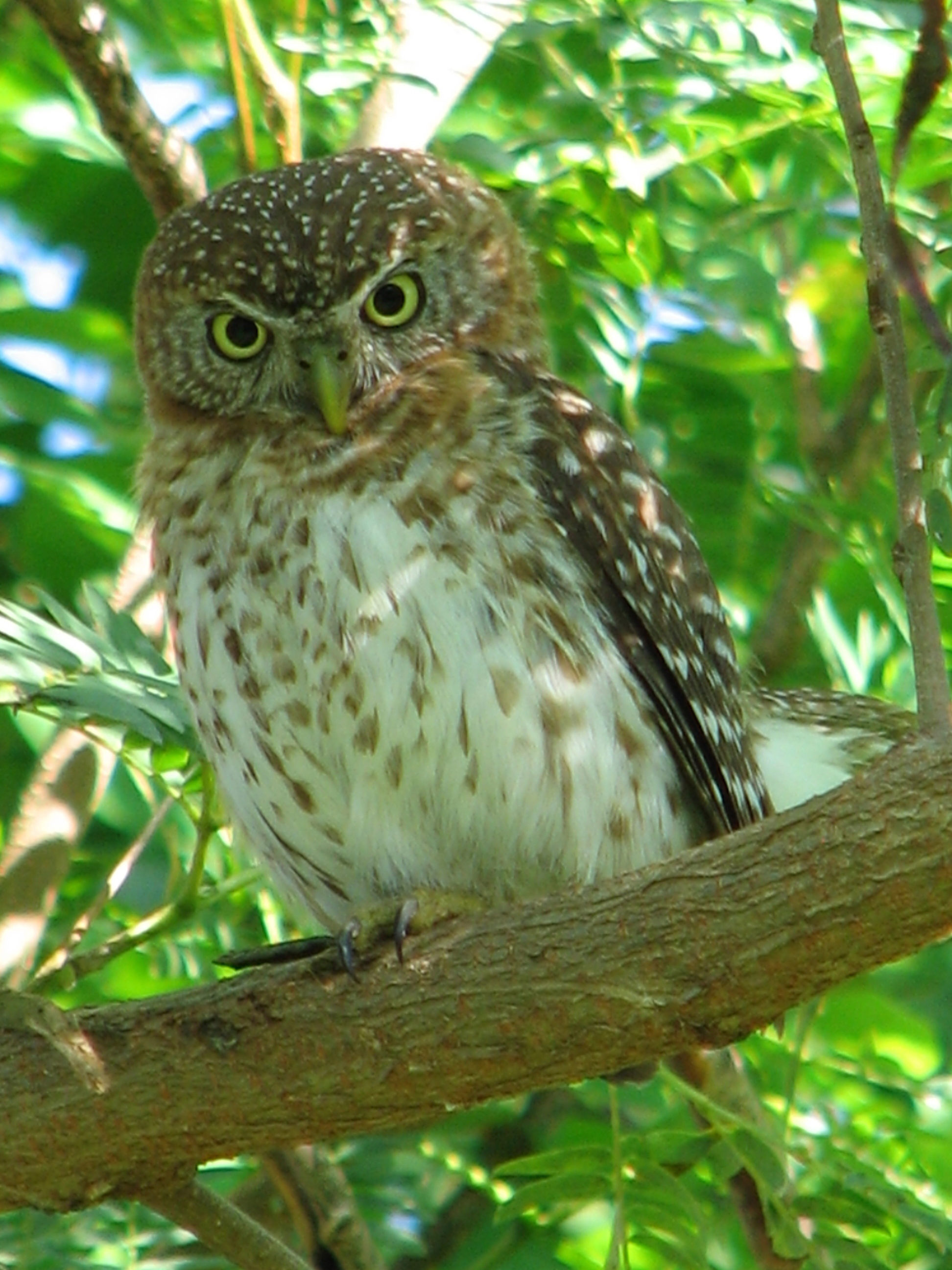
Glaucidium siju.

El género se compone de 30 especies según el Congreso Ornitológico Internacional v 8.2 (2018) 30.
Se indica primero el nombre científico, luego los nombres comunes recomendados por la SEO y los demás nombres regionales o locales:
- Glaucidium passerinum (Linnaeus, 1758) - mochuelo alpino,[2] mochuelo chico;
- Glaucidium brodiei (Burton, 1836) - mochuelo acollarado;[2]
- Glaucidium perlatum (Vieillot, 1817) - mochuelo perlado;[2]
- Glaucidium californicum (Sclater, 1857) - mochuelo californiano;[2]
- Glaucidium gnoma (Sclater, 1857) - mochuelo gnomo;[2]
- Glaucidium hoskinsii (Brewster, 1888) - mochuelo de Hoskins;[2]
- Glaucidium cobanense (Sharpe, 1875) - mochuelo guatemalteco;[2]
- Glaucidium costaricanum (Kelso, 1937) - mochuelo costarricense;[2]
- Glaucidium jardinii (Bonaparte, 1855) - mochuelo andino,[2] caburé andino;[4]
- Glaucidium nubicola (Robbins y Stiles, 1999) - mochuelo ecuatoriano;[2]
- Glaucidium bolivianum (König, 1991) - mochuelo boliviano,[2] caburé yungueño;[5]
- Glaucidium palmarum (Nelson, 1901) - mochuelo de Colima,[2] tecolote colimense;
- Glaucidium sanchezi (Lowery y Newman, 1949) - mochuelo tamaulipeco,[2] tecolotito tamaulipeco;
- Glaucidium mooreorum (Silva, Coelho y Gonzaga, 2002) - mochuelo pernambucano, caburé de Pernambuco;
- Glaucidium griseiceps (Sharpe, 1875) - mochuelo centroamericano;[2]
- Glaucidium parkeri (Robbins y Howell, 1995) - mochuelo de Parker;[2]
- Glaucidium hardyi (Vielliard, 1989) - mochuelo amazónico;[2]
- Glaucidium minutissimum (Wied-Neuwied, 1830) - mochuelo mínimo,[2] caburé menor;[6]
- Glaucidium brasilianum (Gmelin, 1788) -  mochuelo caburé,[2] caburé chico,[7] caburé,[8] caburey;[9]
- Glaucidium peruanum (König, 1991) - mochuelo peruano;[2] paca-paca, chuncho del norte;
- Glaucidium nana (King, 1828) - mochuelo patagón,[2] chuncho,[10] chucho,[11] mochuelo patagón,[2] caburé austral,[12] caburé grande;[13]
- Glaucidium siju (Orbigny, 1839) - mochuelo sijú,[2] sijú platanero, sijucito;
- Glaucidium tephronotum (Sharpe, 1875) - mochuelo pechirrojo;[2]
- Glaucidium sjostedti (Reichenow, 1893) - mochuelo del Congo;[2]
- Glaucidium cuculoides (Vigors, 1831) - mochuelo cuco;[2]
- Glaucidium castanopterum (Horsfield, 1821) - mochuelo de Java;[2]
- Glaucidium radiatum (Tickell, 1833) - mochuelo de jungla;[2]
- Glaucidium castanotum (Blyth, 1852) - mochuelo de Ceilán;[2]
- Glaucidium capense (A. Smith, 1834) - mochuelo de El Cabo;[2]
- Glaucidium albertinum Prigogine, 1983 - mochuelo del Alberto.

La supuesta especie prehistórica ‘Glaucidium’ dickinsoni ahora se considera como un Athene cunicularia, probablemente una paleosubespecie providentiae. Huesos de un Glaucidium no determinado se han encontrado en depósitos del Plioceno tardío en Polonia.